# Diócesis de Naumburgo
La diócesis de Naumburgo (en latín: Dioecesis Nuemburgensis y en alemán: Bistum Naumburg) fue una circunscripción eclesiástica de la Iglesia católica en Alemania. Se trataba de una diócesis latina, sufragánea de la arquidiócesis de Magdeburgo. Fue suprimida de hecho el 3 de septiembre de 1564 al fallecer su último obispo católico. Además de su función episcopal, los obispos de Naumburgo tenían poder temporal, ya que Naumburgo era un principado eclesiástico dentro del Sacro Imperio Romano Germánico, el principado episcopal de Naumburgo.

## Territorio y organización

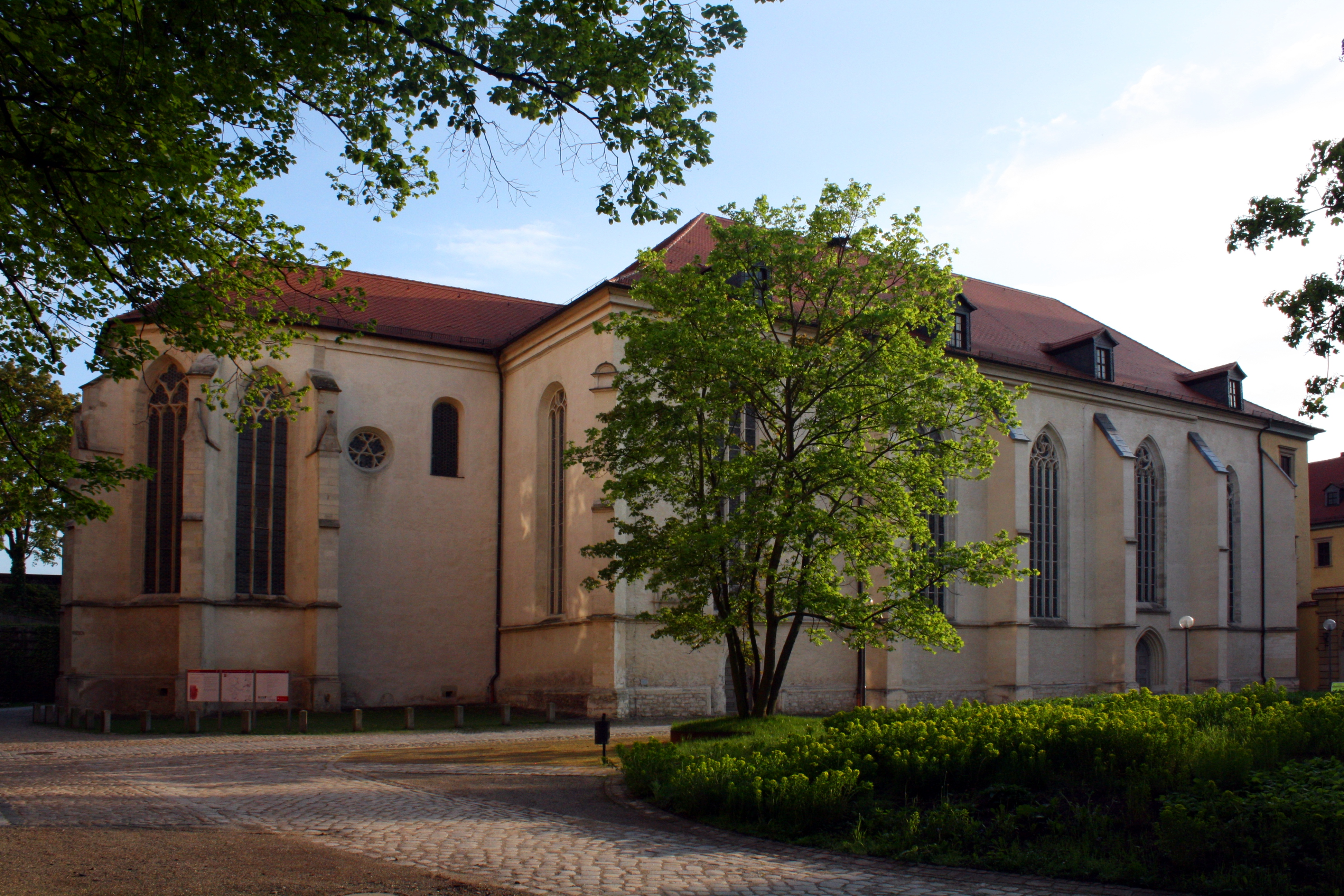
Excatedral de San Pedro y San Pablo, en Zeitz

La diócesis extendía su jurisdicción sobre los fieles católicos de rito latino residentes en parte del actual estado de Hesse. Se extendía hasta el actual sur de Sajonia-Anhalt, el suroeste de Sajonia y el este de Turingia, el este del río Saale, el sur de Elster, Pleiße y Zwickauer Mulde, el oeste de la diócesis de Meissen y el norte de los montes Metálicos. Limitaba al norte con las diócesis de Halberstadt y Merseburg, al este con la de diócesis de Meissen, al sur con la arquidiócesis de Praga y la diócesis de Bamberg, y al oeste con la arquidiócesis de Maguncia.
La sede de la diócesis se encontraba en la ciudad de Naumburgo, en donde se halla la Catedral de San Pedro y San Pablo, que desde 1541 es luterana y hoy pertenece a la Iglesia evangélica en Alemania Central, afiliada a la Iglesia evangélica en Alemania. En Zeitz se encuentra la excatedral de San Pedro y San Pablo, transformada en colegiata tras el traslado de la sede a Naumburgo. Luego de la Reformo pasó a ser luterana y en el siglo XIX fue utilizada temporalmente como hospital y establo de caballos. El 1 de enero de 1946 la administración municipal la alquiló a la comunidad católica, pero durante la noche del 10 al 11 de junio de 1982 se derrumbó en parte, fue restaurada y el 13 de diciembre de 1998 se consagró el altar y se reasumió su uso como iglesia parroquial de la diócesis de Magdeburgo.
Incluía los cuatro arcedianatos de Naumburgo, Zeitz, Altenburg y "trans Muldam" (más allá del Zwickau Mulde, que constaba de los decanatos de Lichtenstein, Glauchau, Hartenstein y Lößnitz).

## Historia

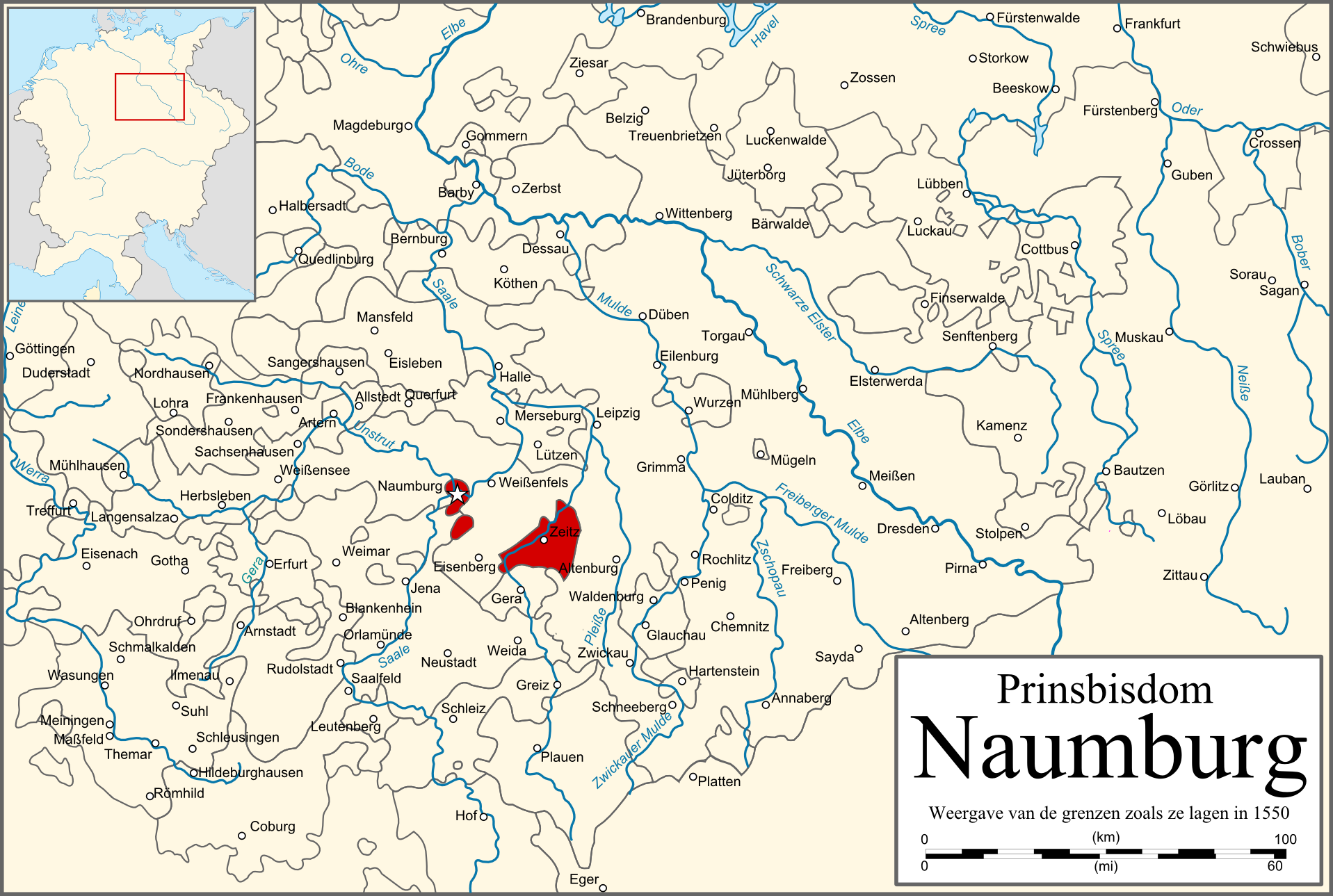
Mapa del principado eclesiástico de Naumburgo en 1550

La evangelización de esta parte del territorio alemán fue obra del misionero Boso, monje de la abadía de San Emerano de Ratisbona, a partir de mediados del siglo X. Por sugerencia del emperador Otón el papa Juan XIII en 967 aprobó la erección de otras diócesis en los territorios eslavos recién adquiridos al este del Saale. El 2 de enero de 968 erigió la diócesis de Zeitz (al igual que las diócesis de Merseburg y Meissen).
Incluso en las décadas posteriores al levantamiento eslavo de 983, el obispado de Zeitz pareció estar repetidamente en peligro hasta la Paz de Bautzen (1018). Cuando, después de una década tranquila, estalló la guerra entre el emperador Conrado II y Miecislao II Lambert, que atacó las partes orientales del Imperio en 1028, se tomó la decisión de trasladar el obispado de Zeitz a Naumburgo, más lejos de la frontera.
El 8 de noviembre de 1228 el papa Gregorio IX renovó el privilegio que su predecesor, el papa Juan XIX, que había concedido al obispo Hildeuardo para trasladar la sede episcopal de Zeitz a Naumburgo.
Después de la Reforma protestante, en 1542 Nikolaus von Amsdorf fue nombrado primer obispo protestante del Imperio. El último obispo en comunión con la Santa Sede fue Julius von Pflug, expulsado de su diócesis en 1546/1547 y fallecido el 3 de septiembre de 1564. Después de la muerte la diócesis se disolvió y pasó al Electorado de Sajonia.

## Episcopologio

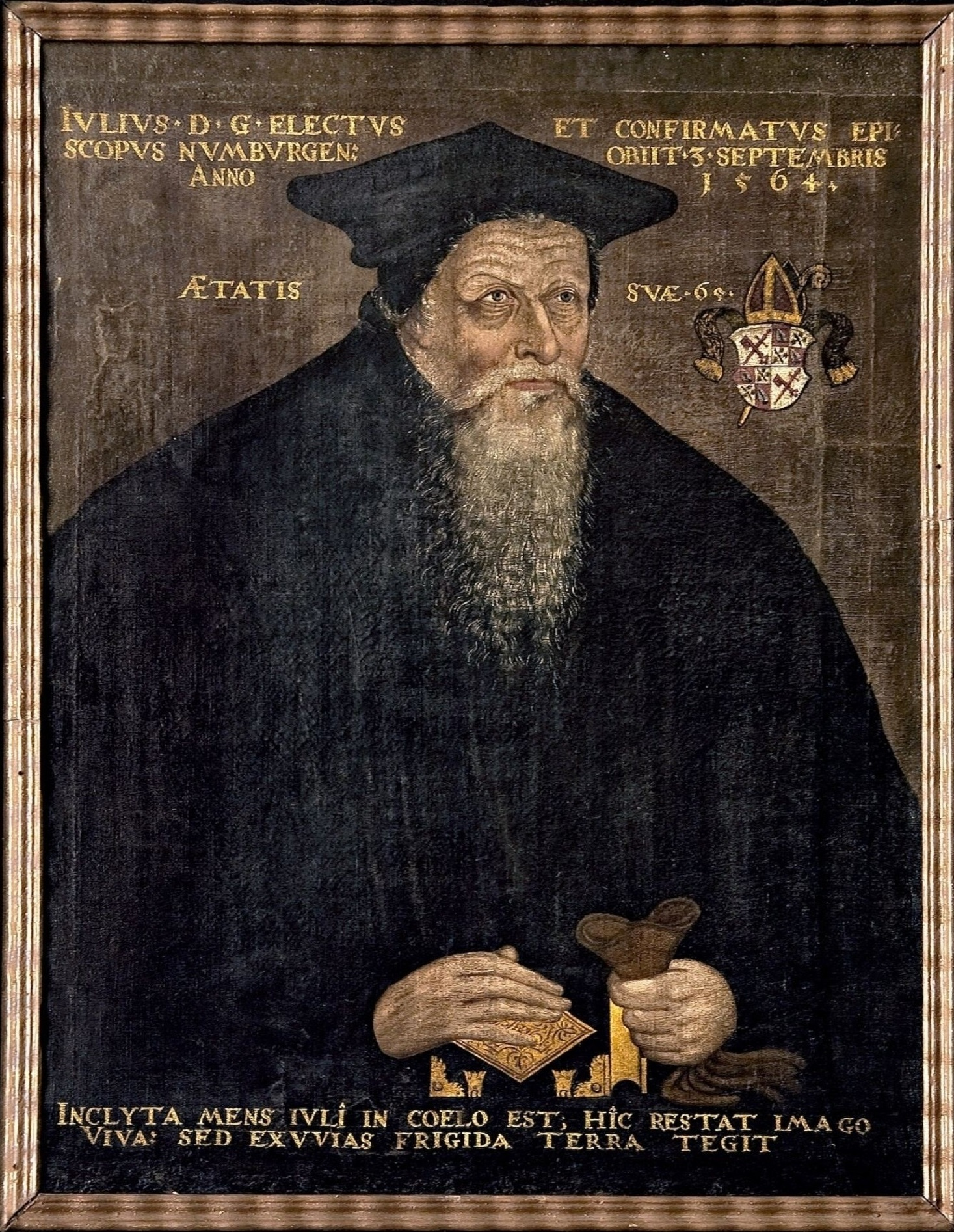
Julius von Pflug, el último obispo católico de Naumburgo

### Obispos de Zeitz
- Hugo, O.S.B. † (25 de diciembre de 968 consagrado-abril/mayo de 979 falleció)
- Friedrich † (980-circa 990 falleció)
- Hugo † (991-1002 falleció)
- Hildeward † (1002-11 de agosto de 1032 falleció)

### Obispos de Naumburgo
- Pietro Cadalo † (antes del 17 de diciembre de 1032-circa [[1045 nombrado obispo de Parma)
- Eberhard † (1045-5 de mayo de 1078 falleció)
- Günther von Wettin † (1079-1 de abril de 1089 falleció)
- Walram † (1089-12 de abril de 1111 falleció)
- Dietrich † (1111-27 de septiembre de 1123 falleció)
- Richwin † (1123-11 de abril de 1125 falleció)
- Udo von Thüringen † (antes del 20 de diciembre de 1125-1148 falleció)
- Wichmann von Seeburg-Querfurt † (antes del 9 de julio de 1150-antes del 1 de noviembre de 1152 nombrado arzobispo de Magdeburgo)
- Berthold von Boblas † (1154-6 mayo? de 1161 falleció)
- Udo von Veldenz † (1161-2 de abril de 1186 falleció)
- Berthold † (1186-19 de abril de 1206 renunció)
- Engelhard † (22 de abril de 1207 consagrado-4 de abril de 1242 falleció)
- Dietrich von Meißen † (1244-22 de septiembre de 1272 falleció)
- Meinher von Neuenburg † (1273-1280 falleció)
- Ludolf von Mihla † (4 de abril de 1281-agosto de 1285 falleció)
  - Ruterius † (1285 falleció) (obispo electo)
- Bruno von Langenbogen † (1286-enero de 1304 falleció)
- Ulrich von Colditz † (antes del 29 de julio de 1304-17 de marzo de 1316 falleció)
- Heinrich von Grünberg † (19 de agosto de 1317-después del 30 de octubre de 1334 falleció)
- Withego von Ostrau † (1335-24 de octubre de 1348 falleció)
- Nicola di Lussemburgo † (7 de enero de 1349-31 de octubre de 1350 nombrado patriarca de Aquilea)
- Johann von Miltiz † (4 de julio de 1351-? falleció)
- Johannes von Neumarkt † (15 de febrero de 1352-9 de octubre de 1353 nombrado obispo de Litomyšl)
- Gerhard von Schwarzburg † (13 de mayo de 1359-6 de octubre de 1372 nombrado obispo de Wurzburgo)
- Withego Hildbrandi † (6 de octubre de 1372-1382 falleció)
- Christian von Witzleben † (1382-23 de octubre de 1394 falleció)
- Ulrich von Radefeld † (27 de enero de 1395-1409 falleció)
- Gerhard von Goch † (9 de agosto de 1409-15 de mayo de 1422 falleció)
- Johann von Schleinitz † (17 de julio de 1422-1434 renunció)
- Peter von Schleinitz † (6 de septiembre de 1434-1 de octubre de 1463 falleció)
- Georg von Haugwitz † (1463-?)
- Dietrich von Bocksdorf † (25 de mayo de 1464-9 de marzo de 1466 falleció)
- Heinrich von Stammer † (2 de junio de 1466-24 de marzo de 1480 falleció)
- Dietrich von Schönberg † (27 de junio de 1481-15 de marzo de 1492 falleció)
- Johann von Schönberg † (15 de marzo de 1492 por sucesión-26 de septiembre de 1517 falleció)
- Philipp von der Pfalz † (26 de septiembre de 1517 por sucesión-5 de enero de 1541 falleció)
- Julius von Pflug † (6 de noviembre de 1542-3 de septiembre de 1564 falleció)